# Abbaye Santissima Trinità da Lungi
L' abbaye de la Santissima Trinità da Lungi  se dresse à environ deux kilomètres à sud-est du village de Castellazzo Bormida, au Piémont, isolée au milieu de la campagne.
C'est un exemple d'architecture romane, datant du début du XIIe siècle, connue pour sa remarquable abside très décorée.

## L'église
L'église témoigne, avec beaucoup d'autres, de l'importance de l'art roman au Piémont.

## Histoire
L'église a été construite par les Chanoines réguliers de S. Croce de Mortara en 1130 et est mentionnée pour la première fois en 1134. 
Le suffixe "da lungi" (qui, en ancien italien, signifie "lointaine") a été donné au XIXe siècle pour la distinguer de l'oratoire situé dans le village de Castellazzo également dédié à la Sainte Trinité.

### Vue extérieure

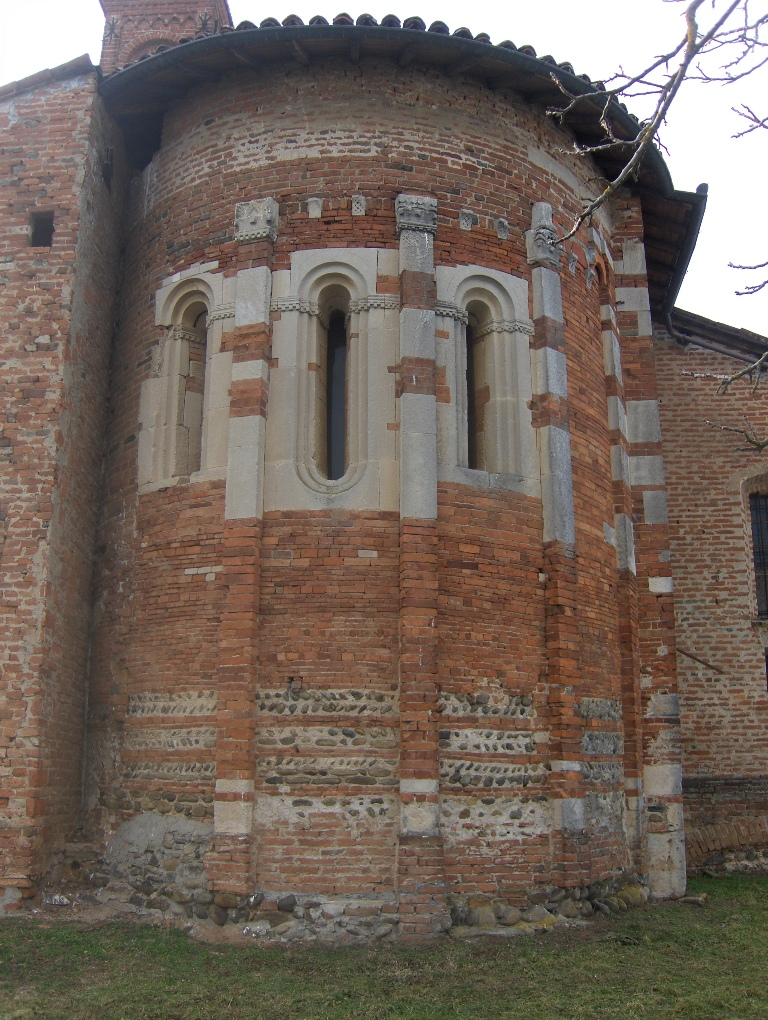
Vue de l'abside.

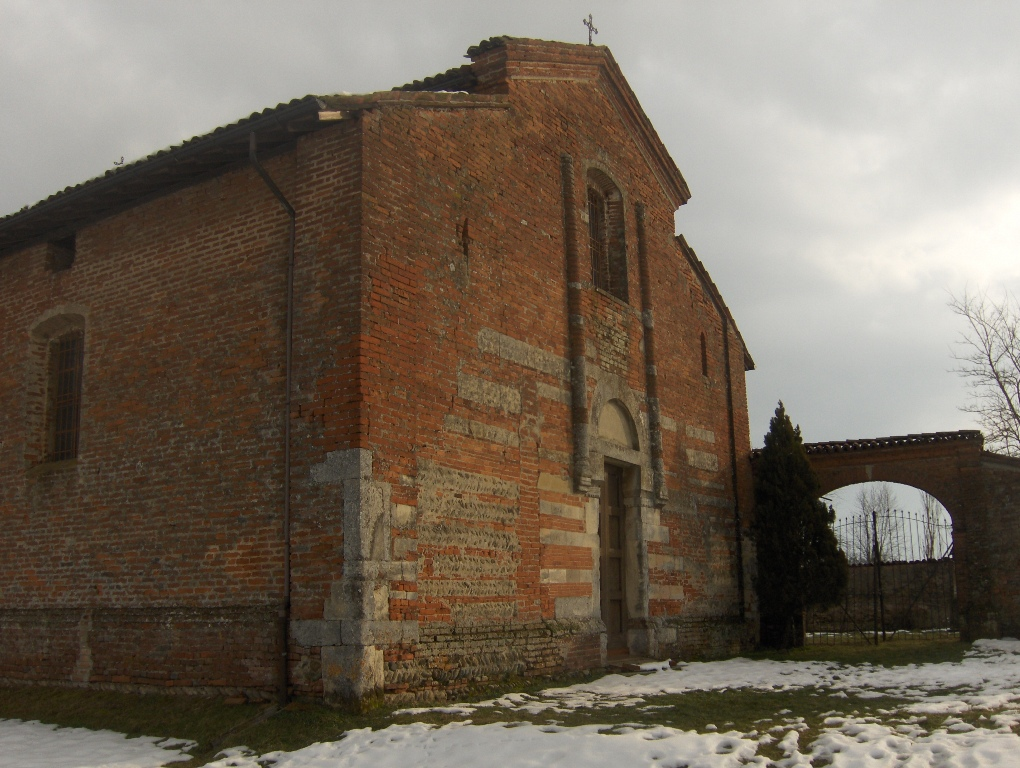
Vue de la façade.

Malgré quelques évidentes altérations effectuées en 1731 et en 1836, lorsque les voûtes ont été reconstruites, l’église conserve son aspect extérieur presque original et dans l’intérieur une série de chapiteaux précieux et quelques peintures murales.
L'église a une façade dont la partie supérieure saillante suggère la partition intérieure en trois nefs. Il y a des traces évidentes de modification du profil supérieur qui, sans doute, devait à l'origine se présenter à  double peinte.
Les murs extérieurs, tant sur la façade que sur l'abside, sont animés par des bandes colorées formées par l’alternance de pierres taillées et de briques d’une façon qui présente des nombreux points de contact avec le décor existant dans certaines églises contemporaines du Bas-Monferrato : ( San Secondo di Cortazzone,  Montechiaro, etc.),  mais ici, ce même décor s’exprime avec encore plus de raffinement.
Par exemple, dans l'abside, on peut voir la fenêtre centrale qui présente un profil arrondi même dans la partie inférieure.
Le nombre impressionnant de briques aux formes et aux tailles les plus variées, le dessin des pierres disposées en chevrons, dénotent d'ailleurs un goût presque exaspéré pour l’abstraction.

### Intérieur

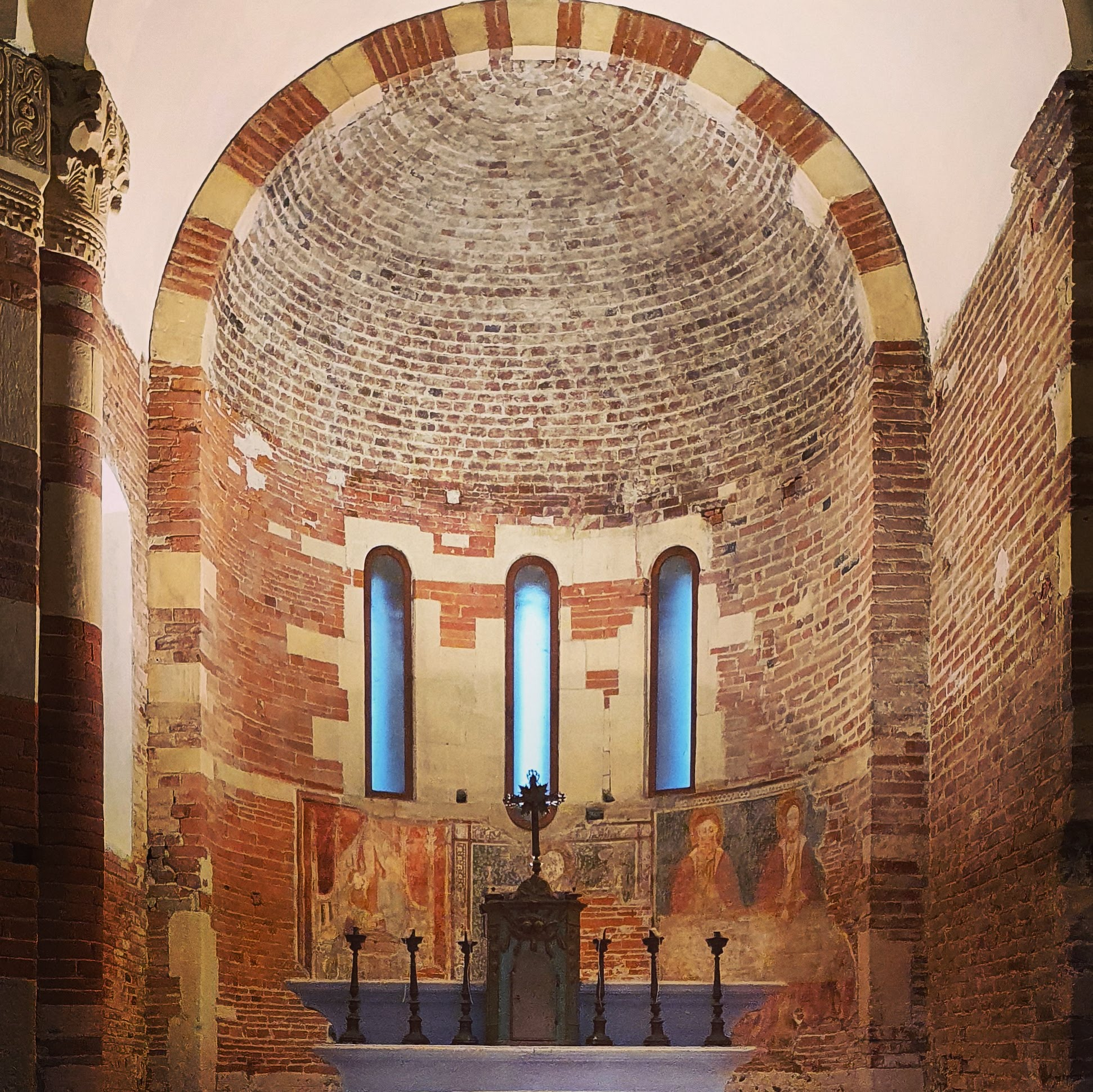
Vue de l'abside depuis l'intérieur

Le plan de l'église comporte trois nefs qui devaient à l'origine se terminer par autant d'absides dont seulement celle centrale, qui abrite l'autel, a été conservée. 
Les chapiteaux placés sur les colonnes expriment une grande variété de formes avec des motifs floraux et zoomorphes.